# Глобиг-Бледдин
Глобиг-Бледдин (нем. Globig-Bleddin) — населённый пункт в Германии, в земле Саксония-Анхальт. Входит в состав города Кемберг района Виттенберг.
Население составляет 594 человека (на 31 декабря 2006 года). Занимает площадь 15,92 км².

## История
Деревни Глобиг и Бледдин впервые упоминались соответственно в 1292 году как Глобик и в 1376 году как Бледин. Деревня была захвачена французами в 1813 году во время Освободительной войны и освобождена после. В октябре 1965 года деревни были объединены. Глобиг-Бледдин имел статус общины (коммуны), подразделявшейся на 2 сельских округа. 1 января 2009 года Глобиг-Бледдин вошёл в состав города Кемберг. С марта 2010 года Глобиг и Бледдин являются самостоятельными районами Кемберга.